# Vester Hassing Sogn
Vester Hassing Sogn er et sogn i Aalborg Nordre Provsti (Aalborg Stift).
I 1800-tallet var Øster Hassing Sogn anneks til Vester Hassing Sogn. Begge sogne hørte til Kær Herred i Aalborg Amt. Vester Hassing-Øster Hassing sognekommune blev ved kommunalreformen i 1970 indlemmet i Hals Kommune, der ved strukturreformen i 2007 indgik i Aalborg Kommune.
I Vester Hassing Sogn ligger Vester Hassing Kirke.
I sognet findes følgende autoriserede stednavne:
- Bolhøj (bebyggelse)
- Gandrup (bebyggelse, ejerlav)
- Gravenskær (areal)
- Hellighøje (areal)
- Knoldbjerg (areal)
- Neerup (bebyggelse)
- Rasmusmose (areal)
- Ravnskov (bebyggelse)
- Rimmen (bebyggelse)
- Stae (bebyggelse, ejerlav)
- Stae Mark (bebyggelse)
- Stranden (bebyggelse)
- Vester Hassing (bebyggelse, ejerlav)
- Vester Hassing Enge (bebyggelse)